# Шибгандж (город, Богра)
Шибгандж (бенг. শিবগঞ্জ, англ. Shibganj) — город на севере Бангладеш, административный центр одноимённого подокруга. Площадь города равна 0,72 км². По данным переписи 2001 года, в городе проживало 2514 человек, из которых мужчины составляли 52,63 %, женщины — соответственно 47,37 %. Уровень грамотности населения составлял 63,2 % (при среднем по Бангладеш показателе 43,1 %). 